# Valsinni
Valsinni (fino al 1873 chiamata Favale San Cataldo) è un comune italiano di 1 290 abitanti della provincia di Matera in Basilicata.
A Valsinni è stata assegnata la Bandiera arancione, un marchio di qualità turistico-ambientale conferito dal Touring Club Italiano ai piccoli comuni dell'entroterra italiano.

## Geografia fisica

### Territorio
Valsinni si trova ad un'altitudine di 250 m s.l.m., nella parte sud-occidentale della provincia di Matera al confine con la parte sud-orientale della provincia di Potenza e con la parte nord-orientale della provincia di Cosenza, su un'altura che domina la valle del Sinni, il cui corso proprio nel tratto a valle dell'abitato procede incassato tra suggestive rupi. Lo scorrere del fiume, che in passato caratterizzava con il suo rumore pacato e continuo il paesaggio del piccolo centro, è dal 1985 fortemente diminuito perché le acque del fiume sono imbrigliate dalla diga di Monte Cotugno, che rifornisce di acqua buona parte della provincia di Matera e della Puglia. Confina a nord con il comune di Colobraro (7 km), ad est con Rotondella (14 km) e Nova Siri (15 km), a sud con il comune calabrese di Nocara (CS) (15 km), e ad ovest con San Giorgio Lucano (16 km) e Noepoli (PZ) (18 km).
Alle spalle del centro abitato si erge il monte Coppolo, a 890 metri s.l.m., massima quota del territorio comunale, sulla sommità del quale si trova anche un'importante area archeologica, ed è inserito nel territorio del parco nazionale del Pollino. Fa parte della comunità montana Basso Sinni.

### Clima
Secondo i dati medi del trentennio 1961-1990, la temperatura media del mese più freddo, gennaio, si attesta a +7,4 °C, mentre quella del mese più caldo, agosto, è di +25,2 °C.
- Classificazione climatica di Valsinni[6]:
  - Zona climatica D;
  - Gradi giorno 1462.

## Origini del nome
Il nome attuale è relativamente recente, nel 1873 il vecchio nome, Favale San Cataldo, che nell'uso comune era accorciato semplicemente in "Favale" ("terra ricca di sorgenti"), venne modificato in Valsinni, con regio decreto n 1573 del 14 settembre 1873, pubblicato sulla Gazzetta Ufficiale del Regno il successivo 1º ottobre.

## Storia
Il luogo dove sorge Valsinni è uno tra quelli ritenuti più probabili come luogo dove sorgeva l'antica città della Magna Grecia Lagaria. Il paese è comunque menzionato a partire dall'XI secolo con il nome di Favale, appartenne in feudo ai Sanseverino, ai Vivacqua di Oriolo, ai Capaccio, ai Galeota e ai Morra. Nel 1528 il feudo di Gian Michele Morra, padre della poetessa Isabella Morra, passò sotto la Corona di Spagna in seguito alla sconfitta delle truppe di Francesco I di Francia nei confronti di Carlo V, ed il Morra, che appoggiava il re francese, fu costretto ad emigrare a Parigi insieme a suo figlio Scipione. Sua moglie e gli altri figli, tra cui Isabella molto legata al padre, invece restarono a Favale, nel castello che ancora oggi domina la parte antica del borgo. Così l'antica Favale fu teatro della tragica storia di Isabella Morra, giovane ed illustre poetessa petrarchista uccisa dai fratelli a soli 26 anni dopo che questi ultimi scoprirono la sua relazione epistolare con il poeta spagnolo Diego Sandoval de Castro, barone di Bollita.

### Simboli
La pianta di fava è un'arma parlante, con riferimento all'antico nome di Favale, piantata sulla cima di un monte a simboleggiare la sua posizione geografica.

## Monumenti e luoghi d'interesse
La parte antica di Valsinni (il Borgo) è stretta intorno al castello e non è accessibile alle automobili. È costituita da abitazioni vecchie di secoli accostate l'una all'altra e separate da strette vie che si inerpicano sui fianchi dello sperone roccioso su cui è edificato il paese. Poiché sono presenti spesso dislivelli di alcuni metri nell'ambito di una stessa abitazione, molte case hanno come accesso o punto di transito tra due vie un gafio, cioè un passaggio coperto in pietra che passa sotto un'abitazione (v. figura).
Castello di Valsinni

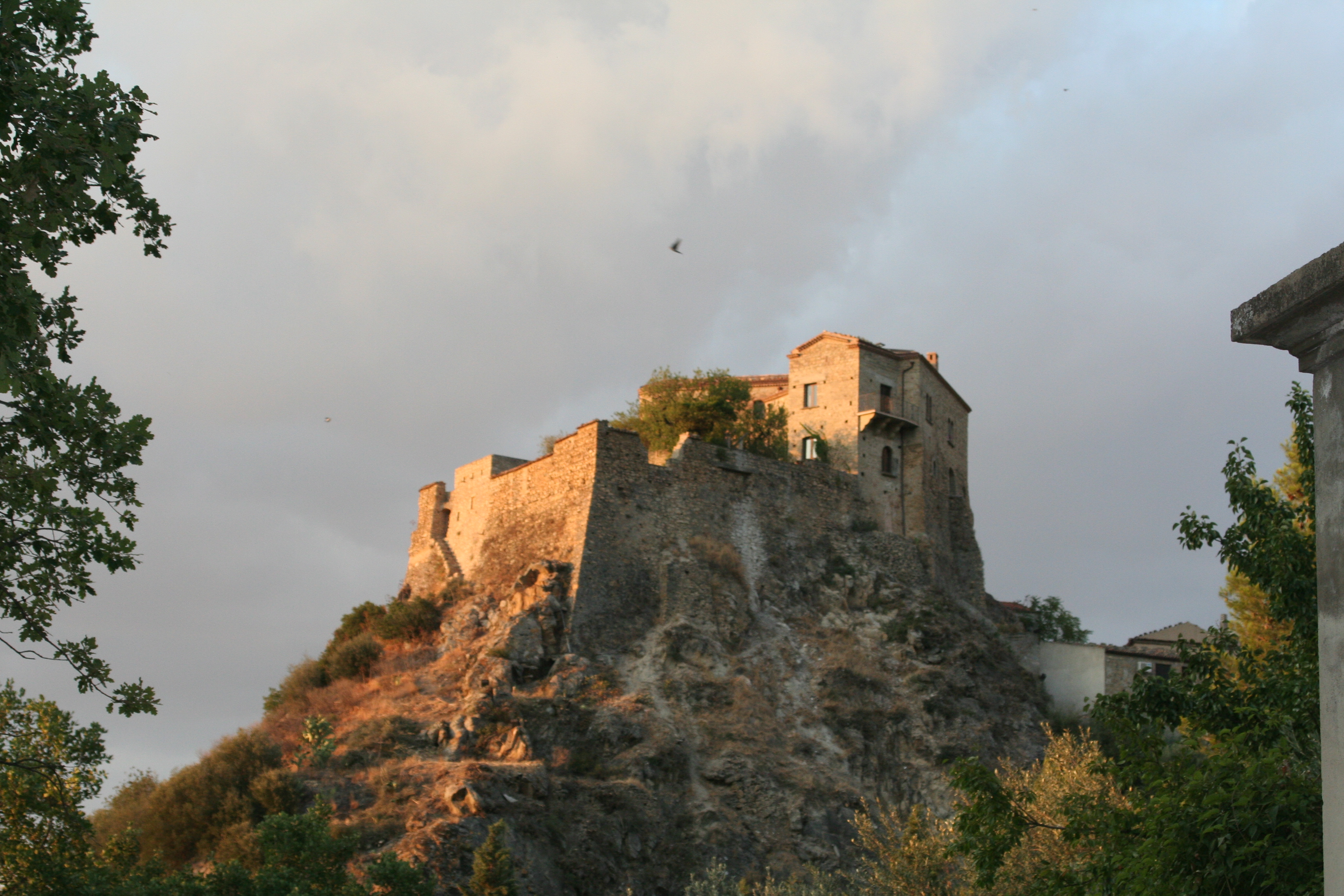
Castello di Isabella Morra

Il castello di Valsinni è posto sul punto più alto del borgo antico, i cui vicoli si snodano in file concentriche e sovrapposte ai suoi piedi, e domina la valle del Sinni. Di aspetto aragonese ma già esistente in epoca medioevale, infatti fu presumibilmente edificato su una preesistente fortificazione longobarda. Sono ancora conservati opere, documenti e scritti testimonianti la vicenda esistenziale e la solitudine della poetessa che lì visse.
Antica città fortificata
Sulla cima del monte Coppolo sono visibili i resti di un'antica città fortificata, ed in particolare l'acropoli edificata nel IV secolo a.C. e la cinta muraria formata da blocchi squadrati. Secondo il professor Lorenzo Quilici, il quale si basa sulla descrizione data da Strabone, quest'antica città potrebbe essere la mitica città greca di Lagaria, fondata da Epeo, il costruttore del cavallo di Troia.
Chiesa Madre di Santa Maria Assunta
Edificata sui resti di un’antica cappella medievale, al suo interno si possono ammirare splendidi affreschi, l’organo, un crocefisso del cinquecento ed un presepe in pieno stile napoletano, oltre che le reliquie di San Fabiano, Papa martire nominato dal popolo e che rimase in carica dal gennaio del 236 a gennaio del 250.

## Società

### Evoluzione demografica
Abitanti censiti

### Etnie e minoranze straniere
Secondo i dati ISTAT al 31 dicembre 2010 la popolazione straniera residente era di 59 persone. Le nazionalità maggiormente rappresentate in base alla loro percentuale sul totale della popolazione residente erano:
Romania: 35 (2,09%)

## Cultura

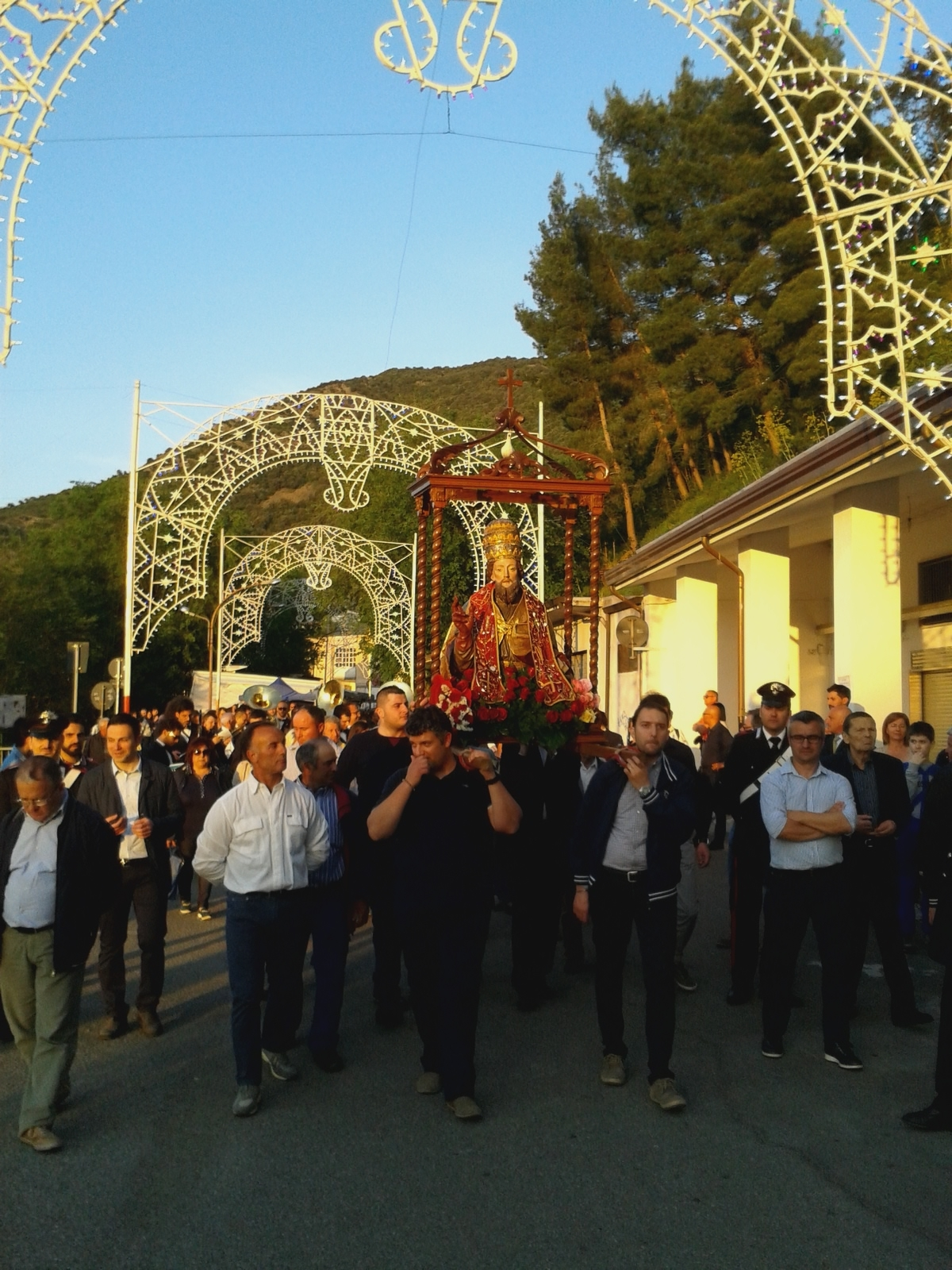
Processione di San Fabiano a Valsinni

### Cinema
Valsinni è l luogo di riferimento del film del 2005 Sexum superando - Isabella Morra diretto da Marta Bifano, basato sulla tragica storia della poetessa di Valsinni.

### Eventi e manifestazioni
- La festa patronale di san Fabiano[11] si tiene il 9 e 10 maggio con vespri solenni e bacio della reliquia la sera del 9. Il giorno successivo si svolge al mattino la Santa Messa solenne celebrata dal parroco e nel pomeriggio si svolge la processione per le vie del paese accompagnata dalla banda musicale. La sera in cassarmonica concerto bandistico e successivamente estrazione dei biglietti della riffa e i fuochi pirotecnici.
- Gli eventi legati al Parco letterario Isabella Morra[12]: in particolare sono organizzate visite al Castello feudale, mostre d'arte ed artigianato artistico, spettacoli come Il Borgo racconta per le vie del centro storico con menestrelli e cantastorie, e recitazione di versi.

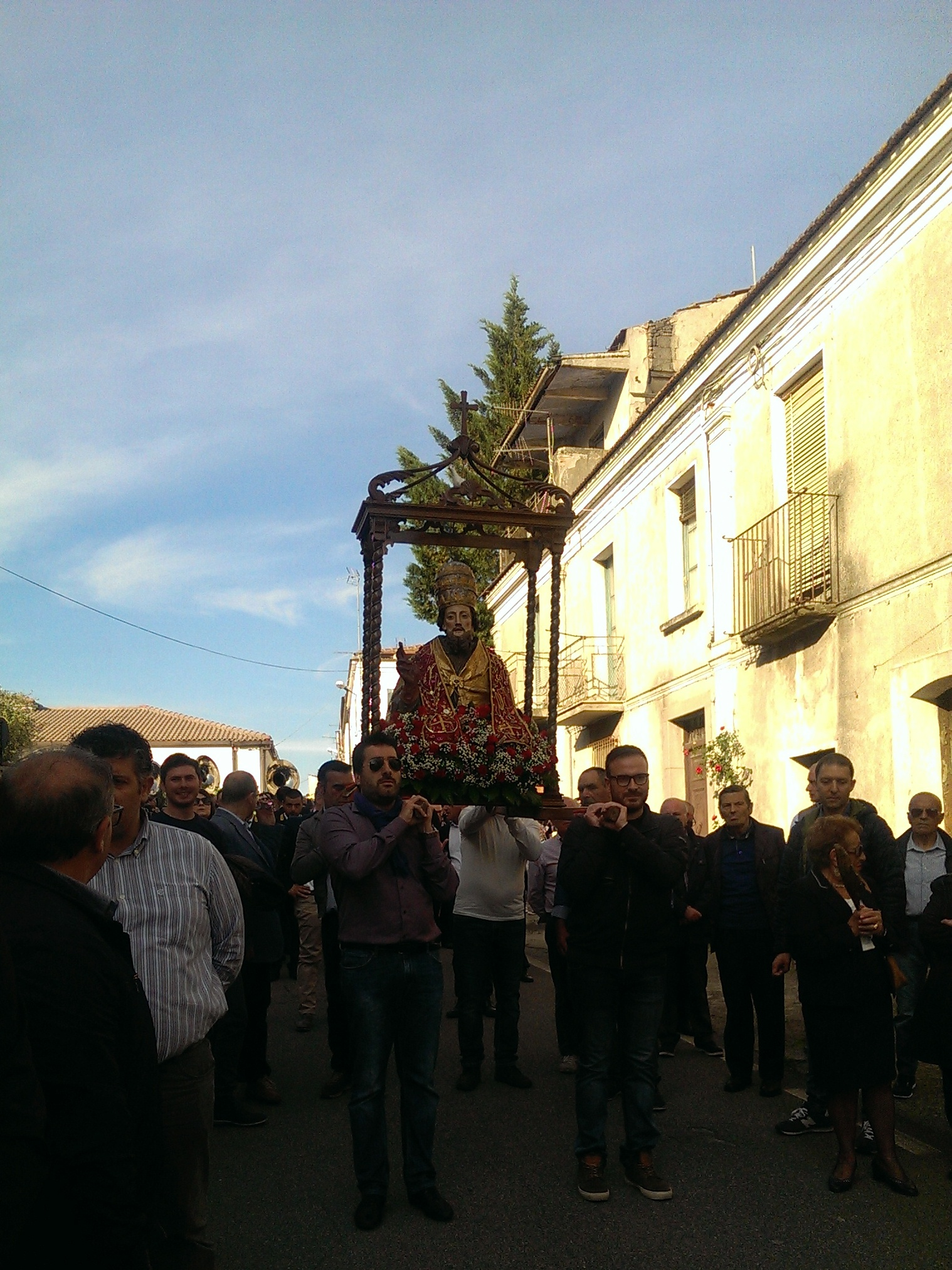